# Radek Vondráček
Radek Vondráček (ur. 30 grudnia 1973 w Kromieryżu) – czeski polityk, prawnik i samorządowiec, parlamentarzysta, wiceprzewodniczący, a w latach 2017–2021 przewodniczący Izby Poselskiej.

## Życiorys
Ukończył studia prawnicze na Uniwersytecie Masaryka w Brnie. Podjął prywatną praktykę adwokacką. Obejmował również różne stanowiska w organach spółek prawa handlowego.
Zaangażował się w działalność polityczną w ramach partii ANO 2011. Z listy tego ugrupowania w 2013 został wybrany na deputowanego do Izby Poselskiej z kraju zlińskiego. W 2014 wszedł w skład rady miejskiej Kromieryżu, obejmując nadto stanowisko wiceburmistrza. W 2017 został wiceprzewodniczącym niższej izby czeskiego parlamentu i członkiem prezydium ANO 2011. W wyborach w 2017 i 2021 z powodzeniem ubiegał się o poselską reelekcję.
22 listopada 2017 został wybrany na przewodniczącego niższej izby czeskiego parlamentu. Funkcję tę pełnił do końca kadencji w 2021. W 2024 uzyskał mandat radnego kraju zlińskiego.